# Parus
Parus – rodzaj ptaków z rodziny sikor (Paridae).

## Zasięg występowania
Rodzaj obejmuje gatunki występujące w Eurazji i północnej Afryce.

## Morfologia
Długość ciała 12,5–15 cm; masa ciała 11,9–22,1 g.

## Systematyka
Rodzaj zdefiniował w 1758 roku szwedzki przyrodnik Karol Linneusz w 10. edycji publikacji swojego autorstwa o tytule Systema Naturae, uznawanej za początek nomenklatury zoologicznej. Linneusz nie wskazał gatunku typowego. W ramach późniejszego oznaczenia w 1840 roku brytyjski ornitolog George Robert Gray na typ nomenklatoryczny wyznaczył bogatkę zwyczajną (P. major).

### Etymologia
- Parus (Patus): łac. parus „sikora” (por. par, parum „równy, towarzysz”)[7].
- Parulus: rodzaj Parus Linnaeus, 1758 (sikora); łac. przyrostek zdrabniający -ulus[8].

### Podział systematyczny
Do rodzaju należą następujące gatunki:
- Parus monticolus Vigors, 1831 – sikora zielonogrzbieta
- Parus major Linnaeus, 1758 – bogatka zwyczajna
- Parus cinereus Vieillot, 1818 – bogatka orientalna